# 汉诺威再保险
汉诺威再保险公司 （德語：Hannover Rück）是一家上市的德国再保险公司，总部位于汉诺威。它起源于1966年成立的Aktiengesellschaft für Transport- und Rückversicherung（ATR），是世界三大再保险公司之一。

## 历史
汉诺威再保险公司成立于1966年6月6日。
1970年代，该公司进入美国和日本市场。1981年，公司首次收购了一家外国保险集团——Hollandia Group（今天的汉诺威再保险非洲集团）。随后，在1990年收购了汉堡国际再保险公司（Hamburger Internationale Rückversicherungs-AG）。
1994年汉诺威再保险公司上市。1996年Eisen und Stahl Rück被纳入公司旗下。从那时起，汉诺威再保险为国外保险市场提供服务，而Eisen und Stahl Rück——今天的E+S Rück——则负责德国市场的业务。
在其日益国际化的过程中，公司的法律形式在2013年更改为欧洲公司（Societas Europaea）。此后，公司一直以此法律形式运行。
2019年，Jean-Jacques Henchoz接替Ulrich Wallin担任公司执行董事会主席 。

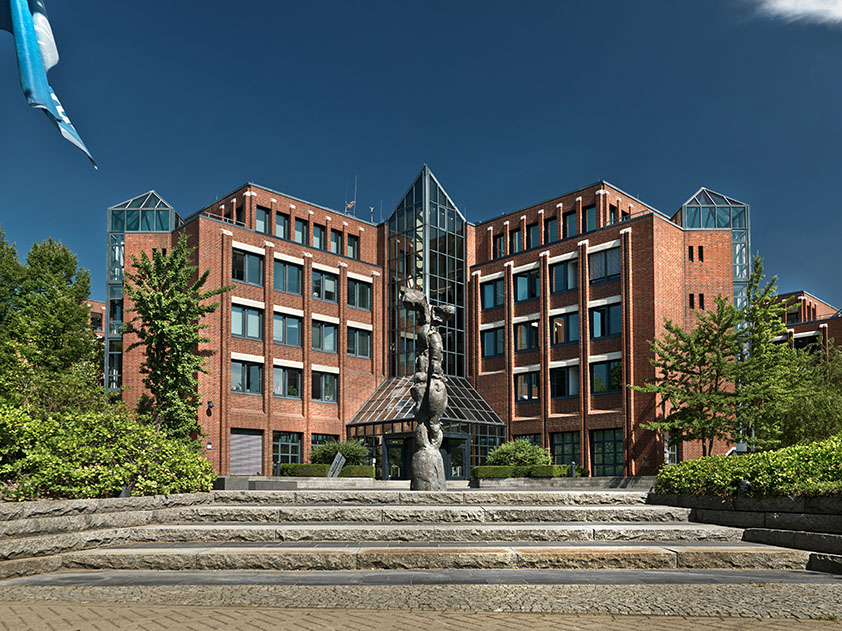
汉诺威公司大楼